# Argentometrie
De argentometrie is een titratiemethode voor de kwantitatieve bepaling van bepaalde ionsoorten.

## Algemeen
De argentometrie berust op de slechte oplosbaarheid van een aantal zilververbindingen in water, met name zilverchloride, zilverbromide, zilverjodide, zilvercyanide en zilverthiocyanaat. Deze zilverzouten slaan in water kwantitatief neer. Fluoride is het enige halogenide dat niet argentometrisch te bepalen is omdat zilverfluoride in water goed oplosbaar is. Aangezien de bepaling door titratie plaatsvindt, kan men argentometrie als neerslagtitratie beschouwen.
Als titrant wordt voor de chloride-, bromide-, jodide-, cyanide- of thiocyanaatbepaling een zilvernitraatoplossing gebruikt. Als daarentegen het zilvergehalte van een oplossing moet worden bepaald, wordt ammoniumthiocyanaatoplossing als titrant toegepast.
De algemene reactievergelijking voor het neerslaan van een zilverhalogenide luidt:
X− (aq) + Ag+ (aq) → AgX(s)

## De titratie volgens Mohr
De titratie volgens Mohr, genoemd naar Karl Friedrich Mohr, wordt toegepast bij de chloride bepaling, maar kan ook worden gebruikt bij de bepaling van bromide en cyanide. Als indicator wordt kaliumchromaat gebruikt, dit laat het rode zilverchromaat neerslaan nadat al het chloride heeft gereageerd:
{\displaystyle {\ce {2Ag_{(aq)}^{+}\ +\ CrO4_{(aq)}^{2-}\ \longrightarrow \ Ag2CrO4_{(s)}}}} Ks =  1,1 × 10−12)
De titratie moet worden uitgevoerd bij pH-waarden tussen 6 en 10. Bij hoge pH reageert een deel van de zilverionen tot zilveroxide  terwijl bij lage pH het chromaation wordt omgezet tot het waterstofchromaation, HCrO4−  en het dichromaation, Cr2O72− waardoor de vorming van het rode zilverchromaat wordt vertraagd. De te titreren oplossing mag geen carbonaat en fosfaat bevatten omdat deze ionen eveneens een neerslag met zilverionen vormen.
De grootte van het oplosbaarheidsproduct van zilverchromaat lijkt in eerste instantie in vergelijking met dat van zilverchloride  (1,82 × 10−10) erg klein. Omdat bij zilverchromaat sprake is van twee zilver-ionen en bij zilverchloride slechts van 1, gaat het toch goed.

## De titratie volgens Fajans
Bij de titratie van chloride volgens Fajans, genoemd naar Kazimierz Fajans, wordt dichloorfluoresceïne als indicator toegepast. In aanwezigheid van deze indicator ondergaat het neergeslagen AgCl bij het eindpunt een kleuromslag van wit naar lichtroze. Deze kleuromslag wordt als volgt verklaard. Voor het eindpunt bevat de oplossing overmaat chloride. Cl− ionen adsorberen aan het oppervlak van AgCl waardoor het neerslag een negatieve lading heeft. Voorbij het eindpunt zijn zilverionen in overmaat en zal het oppervlak van AgCl een positieve lading hebben door adsorptie van Ag+ ionen. Als dichloorfluoresceïne, een zwak zuur, wordt weergegeven als HDf, dan kan haar geconjugeerde base worden weergegeven als Df−. Deze negatieve ionen vormen aan het oppervlak van AgCl het rode AgDf zodra dat oppervlak een positieve lading heeft. Bromide, jodide en thiocyanaat kunnen op dezelfde wijze worden getitreerd met eosine (tetrabroomfluoresceïne) als indicator.

## De titratie volgens Volhard
De naam van Jacob Volhard is verbonden aan de titratie volgens Volhard. Deze methode kan in een directe en in een terugtitratie worden gebruikt.
Om het Ag+gehalte van een oplossing te bepalen wordt de oplossing direct met ammoniumthiocyanaatoplossing getitreerd waarbij ijzer(III)ionen als indicator aanwezig zijn.
De titratiereactie is:
Ag+ (aq) + SCN− (aq) → AgSCN (s) (Ks = 1,0 × 10−12)
Nadat alle zilverionen hebben gereageerd wordt de oplossing bloedrood door de vorming van ijzer(III)thiocyanaationen
Fe(OH)(OH2)52+ (aq) + SCN− (aq)→ Fe(OH2)5(SCN)2+  + OH−
Voor de bepaling van bromide, jodide en thiocyanaat is een terugtitratie zeer geschikt. Aan een oplossing met een van deze ionsoorten wordt een bekende overmaat standaard zilvernitraatoplossing toegevoegd. Met ammoniumthiocyanaatoplossing wordt teruggetitreerd waarbij ijzer(III)ionen als indicator dienen. Chloride kan op dezelfde wijze worden bepaald mits het gevormde zilverchloride afgefiltreerd en gewassen wordt voor de terugtitratie. Dit affiltreren is nodig omdat zilverchloride beter oplosbaar is dan zilverthiocyanaat.

## Potentiometrische titratie
Argentometrie door middel van een potentiometrische titratie maakt gebruik van Ag/AgCl-elektroden.